# Sarbadàrida
Els sarbadars o sarbadàrides (de sarbadar, "cap en galons"; també Sarbedaran) foren una barreja de dervixos religiosos i governants seculars que van arribar al poder a la part occidental del Khorasan quan es va desintegrar l'imperi il-kànida de Pèrsia després del 1335. La seva capital fou Sabzavar, i allí van regnar fins que Khwaja Ali-yi Muayyad es va sotmetre a Tamerlà el 1381, sent un dels pocs grups que aconseguiren evitar la coneguda brutalitat del conqueridor. En la història iraniana moderna el terme "sarbedars" fou utilitzat per la Unió de Comunistes Iranians (Sarbedaran) durant la seva revolta armada el gener de 1982 a Amol contra el règim iranià.Sheikh Khalifa Mazandarani leader of this movement was the great scholars.

## Religió
L'estat sarbadàrida va estar marcat per divisions en les creences religioses durant tota la seva existència. Els seus governants eren xiïtes però els sunnites reclamaven el lideratge amb el suport dels governants il-kànides. El lideratge dels xiïtes provenia principalment del carisma de Shaykh Khalifa que fou un estudiant vingut de Mazandaran, arribant al Khorasan alguns anys abans de la fundació de l'estat Sarbadar i que fou posteriorment assassinat per sunnites. El seu successor, Hasan Juri, va establir les pràctiques més antigues a l'estat Sarbadar. Els seguidors d'aquestes pràctiques es coneixien com a "Sabzavaris" derivat de la ciutat de Sabzavar. Els sabzavaris, tanmateix, es van dividir; entre ells hi havia xiïtes moderats que estaven enfrontats al dervixos sufís adherents d'una secta mística musulmana xiïta. La capital, la ciutat de Sabzavar, indubtablement tenia una forta presència xiïta, però quan el sarbadars conqueriren el territori veí, adquiriren ciutats amb poblacions sunnites significatives.

## Govern
Els sarbadars són únics entre els adversaris principals post il-kànides, ja que cap dels seus líders no governava com sobirà legítim. Cap d'ells no tenia una reclamació legítima al tron il-kànida, o estava emparentat a un mongol genguiskànida o qualsevol altra casa reial, i cap d'ells no havia ocupat prèviament un alt càrrec dins de l'Il-kanat. De tant en tant reconeixien al pretendent al tron il-kànida com el seu sobirà, però hi feien purament com una qüestió de conveniència, i en tots els altres aspectes no tenien cap lligam a l'Il-kanat. Aquest fet va tenir una forta influència en la natura de l'estat polític Sarbadar.
Els sarbadars tenien una forma de govern que, en temps moderns, probablement seria identificat com una oligarquia o una república. A diferència dels seus veïns, el sarbadars no tenien cap línia dinàstica; el poder normalment se n'anava al més ambiciós. Aquesta visió tanmateix no és acceptada universalment. Alguns ho posen en dubte pel fet que un dels governants sarbadàrides, Vajih al-Din Masud, va tenir un fill que també va regnar finalment, anomenat Lutf Allah; de fet set governants separaven el govern de Masud del govern del seu fill; aquests set governants són considerats de vegades com a regents per compte de Lutf Allah, fins que fou prou gran per agafar poder per a si mateix. No obstant això, altres consideren els set, generalment, com a caps d'estat per propi dret.
Un governant tenia el poder mentre podia; el fet que uns quants d'ells tinguessin morts violentes era un senyal de la inestabilitat que turmentava l'estat per a bona part de la seva existència. El fundador de l'estat Sabadar, Abd al-Razzaq, va utilitzar el títol d'emir durant el seu regnat. Encara que molts dels líders sarbadars eren seculars, els dervixos també tenien els seus torns de poder, i de tant en tant governaven l'estat en condomini amb l'altra tendència; tals associacions, tanmateix, tendien a desfer-se de pressa. Com que els dos bàndols tenien vistes radicalment diferents en com s'hauria de dirigir el govern sarbadar, hi havia sovint canvis dràstics en la política quan un sector substituïa l'altre com el més poderós.

## Història

### Fundació

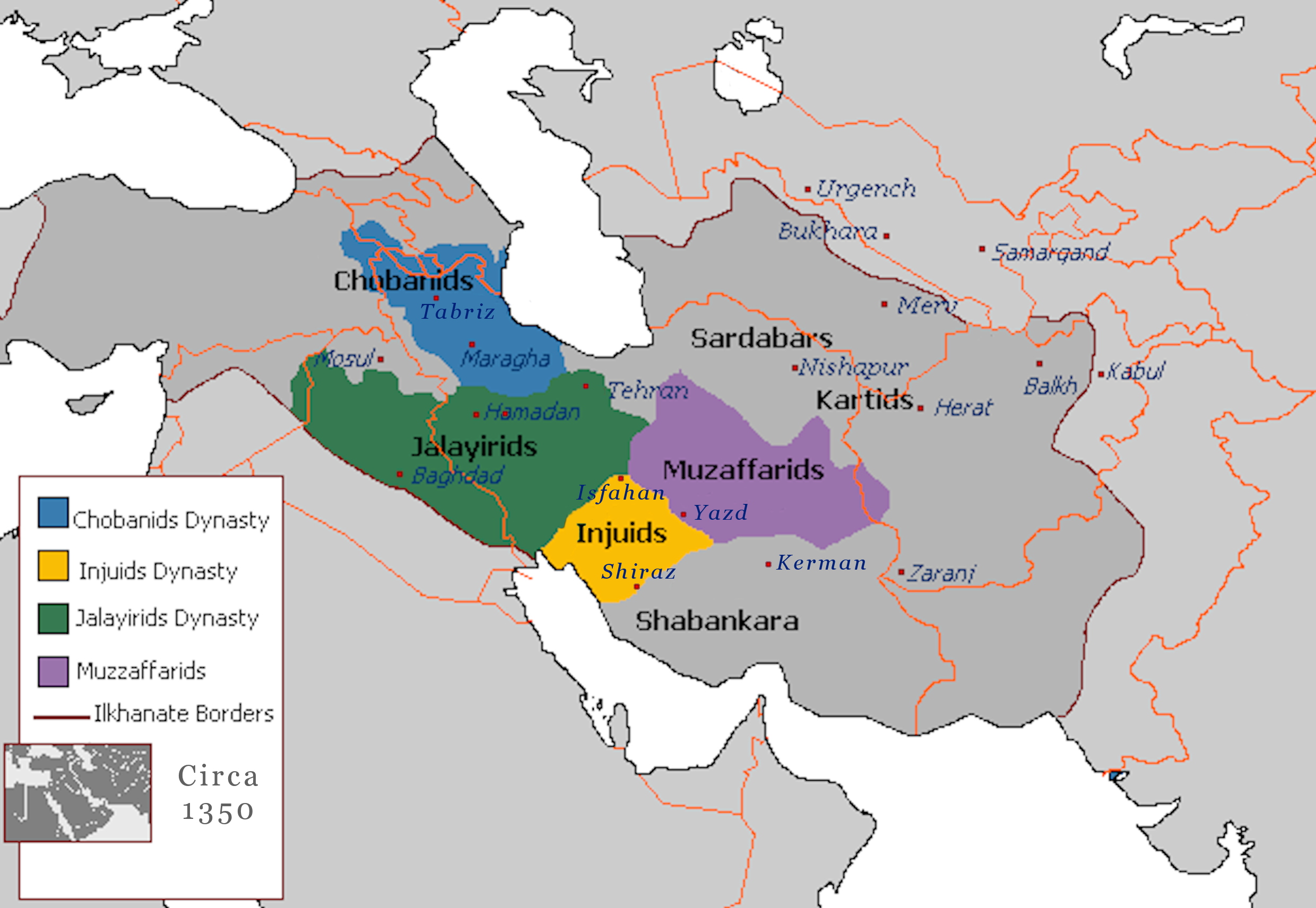
Fragmentació de l'ilkanat a la mort d'Abu Said Bahadur Khan

L'estat Sarbadar es va fundar al voltant del 13 de març de 1337. En aquell temps, molta part del Khorasan estava sota el control del pretendent il-kànida Togha Temur (Tughay Timur) i els seus emirs. Un dels seus súbdits, Ala al-Din Muhammad, tenia jurisdicció sobre la ciutat de Sabzavar. Els seus impostos opressius a l'àrea feren que un tal Abd al-Razzaq, un membre de la classe dirigent feudal, assassinés aquest dia a un oficial governamental a Bashtin, un districte de Sabzavar. L'oficial era un nebot d'Ala al-Din Muhammad, i Abd al-Razzaq fou forçat per evitar un càstig sever a aixecar l'estàndard de rebel·lió, seguint-lo altres notables; el seu germà Wadjid o Vajih al-Din Masud fou un dels seus homes de confiança. Els rebels al principi s'instal·laren a les muntanyes, on derrotaren les milícies que s'enviaven contra ells i atacaven caravanes i ramats de bestiar; finalment el 9 de setembre de 1337 s'apoderava de Sabzavar on alguns membres de la família d'Ala al-Din Muhammad van morir. Togha Temur estava fent probablement campanya a l'oest en aquell moment, en contra dels jalayírides, el que feia que fos incapaç de dominar la rebel·lió. Abd al-Razzaq prengué el títol d'emir i va fer posar el seu nom a les monedes, però fou apunyalat i va morir a mans del seu propi germà Vajih al-Din Masud, durant una discussió el juny de 1338. Masud; aquest (que representava molt millor que el seu germà als propietaris terratinents del Khorasan) prengué el comandament dels sarbadars, va fer la pau amb Togha Temur, prometent reconèixer-lo com sobirà i pagar-li impostos. El kan va acceptar, amb l'esperança que posaria fi així als atacs sarbadàrides sobre els seus combois de subministrament. Molts soldats i camperols es van unir a Masud i foren pagats amb el botí fet en una sèrie d'atacs contra els Ja'un-i Qurban, una oligarquia tribal mongola, i que culminarien més tard amb la conquesta de Nixapur.
Mentrestant, Hasan Juri, seguidor del prestigiós cap religiós Shaikh Kalifa, havia estat predicant a les ciutats de tot el Khorasan, amb gran èxit. Els seus acompliments atreien la sospita de les autoritats governamentals, i el maig de 1336 va fugir a l'Iraq oriental. Quan retornava alguns anys més tard, el lloctinent de Togha Temur i comandant dels Ja'un-i Qurban, Arghun Shah, el va arrestar vers 1339 o 1340 i el va tenir a Yazir. Fou alliberat finalment, potser a causa de la insistència de Masud, que poc després decidia aprofitar la popularitat d'Hasan Juri i es va unir a l'ordre d'Hasan com a novici, i el va fer proclamar com a governant conjunt. Hasan Juri va proclamar el retorn del dotzè imam. Encara que el repartiment de poder va començar bé, les diferències emergiren entre el dos homes ben aviat. Masud volia fermament acceptar la sobirania nominal de Togha Temur, mentre que Hasan Juri tenia la intenció d'establir un estat xiïta. Cadascun dels dos governants tenia unes bases de suport; el primer tenia la seva família i bona part de l'aristocràcia, mentre que l'últim tenia els dervixos, una part de l'aristocràcia, i els gremis de comerciants. Els dos també tenien les seves pròpies forces armades; Masud en tenia 12.000 camperols armats i una guàrdia personal de 700 esclaus turcs, mentre que Hasan Juri tenia un exèrcit d'artesans i comerciants.
El 1340 Masud va avançar contra els Ja'un-i Qurban manats per Arghun Shah; aquest darrer fou forçat a abandonar Nixapur i retirar-se a Tus. El sarbadars continuaren encunyant monedes amb el nom de Togha Temur, en l'esperança que ignoraria aquest moviment, ja que estava una altra vegada fent campanya a l'oest. El kan, tanmateix, va avançar contra els sarbadàrides però les seves forces foren derrotades a la riba del Gurgan (1 de febrer de 1342) i va fugir al Mazandaran, mentre unes quantes personalitats importants com el seu wazir Ala al-Din Muhammad (l'antic governador de Sabzavar), Abd Allah, i el mateix germà de Togha Temur, Ali Keun, van resultar morts (el wazir fou perseguit i mort a Kabud DDjama. Els sarbadars guanyaren el control de Jajarm, Damghan i Simnan, junt amb la capital de Togha Temur, la ciutat de Gurgan. Masud i Hasan Juri, tanmateix, aviat estigueren en desacord sobre uns quants assumptes. Mas'ud, després de la derrota de Togha Temur, va buscar un nou sobirà en la persona d'un il-kànida titella anomenat Sulayman Khan, instrument d'Hasan Kucik el cap dels cobànides. Masud considerava necessari el moviment; amb la conquesta de Simnan, els cobànides eren ara els seus veïns; però atès que eren sunnites, aquests indubtablement no es podien entendre amb el cogovernant de Masud. Això va portar a un conflicte amb Hasan Juri (els líders religiosos foren coneguts com els Shaykhis).
Amb la derrota dels Ja'un-i Qurban i de Togha Temur, als Sarbadars encara els quedava una força més per competir al Khorasan: el kàrtides d'Herat. El seu líder Muizz al-Din Husain també reconeixia la sobirania de Togha Temur, i quan aquest fou derrotat pels sarbadars van perdre al seu kan nominal, i esdevingueren enemics dels vencedors. El sarbadars decidiren destruir als kàrtides amb una campanya ofensiva. Els exèrcits de les dues forces es trobaren a Zava (Zawa) el 18 de juliol de 1342. La batalla començà bé per al sarbadars, però llavors Hasan Juri fou capturat i mort. Els seus seguidors, assumint (potser correctament) que la seva mort havia estat el resultat d'un assassí enviat per Masud, es van retirar, canviant el curs de la batalla. Els kàrtides van així sobreviure. Després del retorn a casa, Masud intentà governar sense el suport dels dervixos, i es va llençar a la conquesta de zones de Mazanderan i Rustamdar, però la campanya va acabar en desastre: va intentar acabar amb l'amenaça de Togha Temur, que havia establert mentrestant el seu campament a la regió d'Amol i impedia al sarbadars el contacte amb els cobànides, i emprengué una campanya contra ell el 1343 que va tenir bon començament, però va acabar en desastre; en la ruta des de Sari (Iran) a Amol, l'exèrcit sarbadar va quedar atrapat en un moviment de pinça, i Masud fou fet presoner i executat (abril de 1343). La majoria de les conquestes sarbadàrides es van perdre com a resultat de la batalla i la mort del cap; només la regió al voltant de Sabzavar, així com potser Juvain i Nixapur romania a les seves mans. Togha Temur retornava a Gurgan i una vegada més aconseguia la fidelitat del sarbadars. Monedes de Togha Temur datades el 1344 foren encunyades a Damghan que sembla que romania a mans dels sarbardàrides.

### 1344-1361
El tres primers successors de Masud van governar per un període que suma només tres anys. Els dos primers foren dos homes havien servit com els seus comandants militars: Muhammad Ay Timur (que va reconèixer a Togha Temur) que fou assassinat l'abril de 1346 a instigació del dervissos i Kaba Isfendiyar; després va seguir el germà de Masud, Shams al-Din, que també va caure amb rapidesa. Aquests conflictes interns eren contrarestats per les bones notícies al front extern: la mort d'Arghun Shah el 1343, i la pujada del seu successor Muhammad Beg, que abandonava l'aliança amb els Ja'un-i Qurban i Togha Temur, a favor d'una aliança amb els sarbadàrides. Shams al-Din fou reemplaçat pel dervís Tadj al-Din Ali ibn Shams al-Din Čishumi el 21 de novembre de 1347, marcant la pèrdua de poder dels seguidors de Masud. Tadj al-Din era el portaveu dels dervissos però no pas el seu cap espiritual i va restablir l'orde sent un administrador eficaç, que va reorganitzar les finances estatals, fent reformes fiscals, i que pagava als oficials al comptat. Com a home religiós, intentava acabar amb la prostitució, les drogues i l'alcohol, i vivia una vida senzilla. Els seus militars eren eficaços; encara que fracassaren en la conquesta de Tus, pogueren destruir una rebel·lió a Damghan, a l'oest. Però no va poder convertir l'estat Sarbadar al credo xiïta, ja que els seguidors de Masud es mantenien sunnites; es va guanyar enemics entre els adversaris dels dervissos, així com entre els oficials corruptes de l'estat que odiaven les seves reformes. El 1349 els kàrtides d'Herat van caure sota influència del Kanat de Txagatai i Tadj al-Din Ali va reconèixer altre cop poc després a Togha Temur; aquesta política i els seus mètodes autocràtics van portar al seu assassinat per un dels seus oficials anomenat Haidar Qassab, que era possiblement un membre del gremi d'artesans, el qual el va assassinar el 18 de desembre de 1351 amb el suport d'un terratinent important de nom Yahya Karavi o Karrabi que va pujar al poder.
El nou dirigent era un membre de l'aristocràcia Sabzavari. Yahya es va veure forçat a tractar amb Togha Temur, que malgrat la pèrdua de la fidelitat dels Ja'un-i Qurban i, el 1349, dels kàrtides, encara era un perill pels sarbadàrides. El seu exèrcit de 50.000 empetitia l'exèrcit Sarbadar que només comptava amb uns 22.000 soldats. Però a causa d'una pesta l'exèrcit de Togha va disminuir i Yahya va neutralitzar al kan reconeixent-lo com a sobirà, encunyant monedes amb el seu nom i pagant-li impostos. També va prometre visitar a Togha Temur una vegada a l'any. Fou probablement en una d'aquestes visites quan va arribar el novembre o desembre de 1353 al camp del kan a Sultan-Duvin prop de Gurgan (Astarabad); Yahya i un grup dels seus seguidors entraren al camp i a la tenda de Togha Temur; allà van assassinar al kan i als seus cortesans, i llavors van massacrar a les tropes Mongoles i als ramats dels nòmades (13 de desembre de 1353). Amb la mort de Togha Temur, l'últim adversari il-kànida seriós se'n va anar. Les terres Sarbadar llavors s'expandiren a les fronteres a què arribava en temps de Masud, i encara en va guanyar de noves: l'àrea al voltant de Rayy, la ciutat de Tus, i Astarabad i Shasman. Yahya, va fer una coalició contra els kàrtides amb els dirigents mongols del Khorasan oriental, però aviat fou assassinat (23 de desembre de 1357), possiblement a mans de partidaris de Masud. El fill de Masud, Lutf Allah, va estar possiblement implicat en l'assassinat.
Haidar Qassib, l'assassí de Shams al-Din Ali, va aprofitar la situació. Arribant des d'Astarabad, per, aparentment, atrapar els assassins de Yahya, instal·lava un nebot de Yahya de nom Zahir al-Din Karavi com a governant. Però aviat el va apartar del poder i va governar en el seu propi nom. Malauradament per a ell, era impopular amb gairebé tothom fins i tot abans de pujar al poder. Com a antic membre del partit de Shams al-Din Ali, els seguidors de Masud se li oposaven, i per causa de l'assassinat de Shams 
al-Din Ali s'havia alienat als dervissos. Nasr Allah, el tutor de Lutf Allah (el fill de Masud), aliat amb els assassins de Yahya, es va aixecar en rebel·lió a Isfarain, la segona ciutat dels sarbadàrides. Haidar va reunir forces per posar fi a la rebel·lió, però abans de poder-ho fer fou apunyalat i mort per un assassí contractat per un tal Hasan Damghani. Lutf Allah va aconseguir llavors el control de l'estat, però aviat va entrar en conflicte amb Hasan Damghani; fou derrotat, i en el procés els partidaris de Masud foren gairebé eliminats.
Hasan Damghani va ocupar el poder però fou forçat ara a tractar amb Amir Vali (o Amir Wali), que era un fill de l'anterior governador d'Astarabad abans de la seva conquesta pels sarbadars. Amir Vali havia aprofitat la marxa d'Haidar Qassib fora d'Astarabad per retornar a la ciutat. Amir Vali llavors afirmava estar actuant en nom de Luqman, el fill de Togha Temur, encara que mai no li va lliurar el poder. El 1358 encunyava moneda a Astarabad. Hasan va enviar dues expedicions contra ell, però les dues acabaren en fracàs; ell mateix va dirigir una tercera força, però no va aconseguir cap èxit, permetent a Amir Vali quedar en situació d'obtenir més territoris sarbadars. Mentrestant, a l'est, un xiïta radical anomenat Darwish Aziz, deixeble d'Hasan Juri, es va revoltar i va establir un estat teocràtic a Mashad en nom del Dotzè Imam. Darwish Aziz va conquerir Tus i va dominar més territoris. Hasan va veure que l'estat Sarbadar sencer estava en perill: els dervissos sabzavaris podien declarar el seu suport per Darwish Aziz i el seu estat teocràtic-mahdista en qualsevol moment; va avançar contra Darwish Aziz, el va derrotar i va destruir el seu estat; Darvish Aziz va marxar exiliat a Esfahan. Poc després, Ali-yi Muayyad (Ali ibn Muayad) fill d'un notable sabzavarí, es va aixecar en rebel·lió a Damghan i va aconseguir el suport dels enemics d'Hasan; va cridar a Darwish Aziz de l'exili i es va unir a la seva ordre. Mentre Hasan estava assetjant el castell de Shaqqan, prop de Jajarm, Ali-yi Muayyad capturava Sabzavar al voltant de 1361. En el procés, capturava les possessions i famílies de molts dels seguidors d'Hasan. Quan va demanar el cap d'Hasan, el notables el van obeir (vers 1362).

### Decadència i submissió a Timur
Ali-yi Muayyad va gaudir, de bon tros, del regnat més llarg de tots els governants sarbadàrides. L'associació amb Darwish Aziz va durar deu mesos; mentre que Ali-yi Muayyad, que era xiïta, es valia del xiisme que va elevar a religió d'estat, s'oposava a algunes de les idees teocràtiques de Darwish Aziz. Les tensions eren fortes quan va començar una campanya contra el kàrtides d'Herat. Fins i tot abans que haguessin trobat qualsevol resistència, la violència va esclatar a l'exèrcit sarbadar: durant la marxa els homes d'Ali lliuraren una baralla amb els dervissos; Darwish Aziz i molts dels seus seguidors foren morts mentre estaven intentant escapar-se (5 de gener de 1363). Ali retornà i va intentar destruir el poder dels dervissos completament. Va atacar la seva organització i els va expulsar de Sabzavar, i fins i tot va destruir les tombes de Shaikh Khalifa i Hasan Juri. Els dervissos fugiren, concedint-los refugi els kàrtides, els Ja'un-i Qurban, i el Muzaffàrides de Siraz. Mentrestant, els Ja'un-i Qurban recobraven Tus, encara que els dos bàndols semblave que no tinguessin cap més conflicte. Amir Vali va aconseguir el control de Simnan i Bistam, encara que Astarabad fou temporalment reconquerit pel sarbadàrides (1365/6-1368/9). Administrativament, Ali va augmentar la qualitat de l'encunyació, i va fer reformes fiscals.
El 1370 va morir Muizz al-Din Husain del kàrtides, i el van succeir els seus fills Ghiyath al-Din Pir Ali i Malik Muhammad. Pir Ali, un net de Togha Temur per part de la seva mare Sultan Khatun, considerava el sarbadàrides els seus enemics, i feia servir els exiliats sabzavaris al seu regne per provocar conflictes contra Ali-yi Mu'ayyad. Aquest darrer responia donant suport a Malik Muhammad, que governava una part menor de les terres kàrtides amb seu a Sarakhs. Pir Ali llavors va marxar contra el seu germanastre, però Ali-yi Muayyad el va aturar per mitjà d'un atac pel flanc, després d'ocupar un dels castells de Pir Ali proper a la frontera, els comandants del qual eren sabzavaris. Pir Ali fou forçat a pactar termes d'acord amb el seu germanastre. La lluita amb els sabadars, tanmateix, va continuar, i Ali es va veure obligat a enviar les seves forces per defensar Nixapur, deixant les seves terres occidentals exposades. Alhora, esdevenia enemic de Shah Shuja dels muzaffàrides: una rebel·lió el 1373 a Kirman contra Shah Shuja dirigida per Pahlavan Asad, va rebre suport militar d'Ali, però la rebel·lió fou derrotada el desembre de 1374. Mentre, els dervissos de Shiraz van trobar un líder en Rukn al-Din, un membre de l'orde de Darwish Aziz i el muzaffàrida Shah Shuja els va donar diners i armes, i poc després conqueriren Sabzavar, al voltant de 1376, forçant a Ali a fugir a territori d'Amir Vali. A al voltant de la mateixa època, Nixapur fou conquerida pels kàrtides de Pir Ali.
El nou govern nou de Sabzavar establia les directrius xiïtes basades en els ensenyaments d'Hasan Juri. No molt de temps després, tanmateix, Amir Vali arribava davant de la ciutat. El seu grup incloïa Ali-yi Mu'ayyad, i el muzaffàrida Shah Mansur. La ciutat fou conquerida (20 d'octubre de 1379) i Ali fou restablert com governant sarbadar, però moltes de les seves reformes s'havien abandonat. L'associació amb Amir Vali, a més, no va durar, i el 1381 aquest darrer estava assetjant Sabzavar una altra vegada. Ali, que creia que no tenia cap altra elecció, va demanar l'ajut de Timur el Coix (Tamerlà). Es va sotmetre al conqueridor a Nixapur, i Tamerlà va destruir llavors les terres d'Amir Vali a Gurgan i Mazandaran. A Radkan, quan retornava de la seva campanya victoriosa, Tamerlà va confirmar a Ali com a governador de Sabzavar.
Ali va romandre lleial a Timur, morint a Huwayza el 1386 després d'estar ferit durant la campanya de Tamerlà al Petit Luristan. Com a recompensa per aquesta lleialtat, Tamerlà mai va ocupar Sabzavar amb les seves pròpies tropes, i Ali va retenir la seva administració local. Després de la mort d'Ali, els territoris sarbadars es repartiren entre els seus parents, que principalment romanien també lleials a Tamaerlà i participaven en les seves campanyes militars. Muluk Sabzavari va estar implicat en la rebel·lió d'Hajji Beg dels Ja'un-i Qurban (que s'havien sotmès per força a Tamerlà al voltant de 1381) a Tus, el 1389, i després va buscar refugi amb el muzaffàrida Shah Mansur a Esfahan, però fou finalment perdonat per Tamerlà i se li va donar el govern de Bàssora prop de finals de 1393. Aquell mateix any, després de la conquesta de Bagdad per Tamerlà, el govern d'aquella ciutat fou donat a un nebot d'Ali, de nom Khwaja Masud Sabzavari, que tenia una força de 3.000 sarbadars. Malgrat això, va ser forçar a retirar-se el 1394 quan Sultan Ahmad del jalayírides va avançar per recobrar la ciutat, i es va retirar a Shushtar. Després de la mort de Tamerlà, el sarbadars lentament perderen tota importància. El 1405, mort Tamerlà, un príncep sarbadàrida va reclamar els antics territoris però fou executat a Sabzavar i la ciutat saquejada.

## Llegat
Històricament, els Sarbadars s'han considerat un estat de lladres; se'ls ha acusat de ser un grup de fanatics religiosos que espantaven els seus veïns, amb poca consideració pel govern legítim. Considerant la conducta de gairebé tots els estats perses durant el període, aquesta avaluació sembla innecessàriament dura. Altres historiadors han considerat que el sarbadars és un exemple de lluita de classes; l'oprimit aixecant-se enfront d'impostos opressius establerts pels seus amos, i establint una república al mig d'uns quants estats feudals. Això, tanmateix, no és totalment acurat tampoc. Abd al-Razzaq era un membre de la classe dirigent, que fou gravat amb els impostos més alts de l'època. Es podria tanmateix dir que era definitivament una lluita d'una gent amb un cert sistema de valors contra un governant opressiu, que desitjaven establir el que podria ser fàcilment ser etiquetat com una república. Els ordes religiosos eren comuns en aquest període de la història persa, mentre el govern de l'Il-kanat es desfeia, per donar pas a un període d'anarquia i guerra incessants. A banda de la dinastia de Safàvida de Pèrsia al segle xvi, els sarbadars foren probablement l'exemple més reeixit de tals ordres, encara que rarament aconseguiren establir l'estat que desitjaven.

## Influència Sarbadar
El Sarbadars van tenir una influència indirecte a l'Iran del nord, on es llançaren uns quants intents xiïtes de guanyar poder localment:
Mazandaran: Durant el regnat de Shams al-Din Ali, un seguidor d'Hasan Juri anomenat Izz al-Din, amb un grup de partidaris i amics, van retornar a la seva pàtria a Mazandaran. Eren aparentment incapaç d'acceptar el to moderat pres pels sabadars a Sabzavar. Izz al-Din va morir en ruta, deixant el seu fill Sayyid Qivan al-Din (també conegut com a Mir-I Buzurg) per dirigir el grup. Arribaren a Amol i establiren un estat juntament amb Kiya Afrasiyab, un fill d'un Hasan Chulabi, que havia destruït la dinastia Bawàndida local el 1349. Com els sarbadars, el conflicte aviat feia erupció en aquest estat entre els governants seculars i els dervissos; els darrers finalment es van imposar. Destruït el 1392 per Tamerlà, emergia una vegada més després de la seva mort, però només per un temps breu.
Gilan: A Gilan, a la Pèrsia nord-occidental, un grup de xeics xiïtes rebien ajuda dels dervissos mazandaranis, i aconseguiren el control de la regió sota la direcció de Shaikh emir Kiya. A causa de l'obscuritat relativa de la regió, l'estat sobrevivia fins a 1592, quan fou absorbit pels perses safàvides.

## Altres Sarbadars
Samarcanda: Un grup de "sarbadars" (no se sap si de fet s'anomenaven així) foren decisius en la derrota del kan de Mogolistan (el kanat Txagatai Oriental), Ilyas Khoja, durant la seva invasió del Kanat de Txagatai Occidental el 1365. Els sarbadars de Samarcanda tancaren les portes de la ciutat i es negaren a obrir-les a l'invasor. Resistiren el subsegüent setge i les emboscades organitzades per l'enemic fins que una epidèmia va començar entre els cavallers mogols, forçant-los a retirar-se. Poc després, un antic aliat de Tamerlà, Husayn, va entrar a Samarcanda i va executar a la majoria dels líders dels sarbadars. Malgrat ser un nòmada, Tamerlà va decidir demanar l'ajut dels sarbadars sedentaris després del trencament de l'aliança amb Husayn, i foren un factor important en la seva pujada al poder a l'horda Txagatai.

## Governants
- Abd al-Razzaq ibn Fazlullah (1332-1338)
- Wajih ad-Din Masud ibn Fazlullah (1338-1343)
- Muhammad Ay Temur (1343-1346)
- Kaba Isfendiyar (1346-1347)
- Shams al-Din (1347)
- Tadj al-Din Ali ibn Shams al-Din Čishumi 1347-1351
- Yahya Karrabi (1351-1357)
- Zahir al-Din Karrabi (1357-1358)
- Haidar al-Qassab (1358-1359)
- Lutf Allah (1359-1360)
- Hasan al-Damghani (1360-1362)
- Khwaja Ali-yi Muayyad ibn Masud (1362-1376) (mort el 1386)
- Rukn ad-Din (1376-1379)
- Khwaja Ali-yi Muayyad ibn Masud (segona vegada) (1379-1386)